# デジタル・シティズンシップ
『学校におけるデジタル・シティズンシップ』の著者リブレによれば、デジタル・シティズンシップとは「情報技術の利用に関する適切で責任ある行為規範」であるとされる。デジタル・シティズンシップは2007年にISTE（国際工学教育学会）による情報教育基準NETS (National Education Technology Standards)の一つとして規定され、全米各地の情報教育政策に採用されたことによって急速に拡大した。2016年版生徒用NETS(NETS-S)はデジタル・シティズンシップを以下のように説明している（翻訳は著者の承諾を得て坂本・今度論文から転載）。
生徒は相互につながったデジタル世界における生活、学習、仕事の権利と責任、機会を理解し、安全で合法的倫理的な方法で行動し、模範となる。
- 2a. 生徒は自らのデジタル・アイデンティティと評判を構築・管理し、デジタル世界における行動の永続性を自覚する。
- 2b. 生徒はオンラインでの社会的相互交流を含んだテクノロジーを利用もしくはネット端末を利用する場合は、ポジティブで安全、合法的で倫理的な行為に携わる。
- 2c. 生徒は知的財産を使用・共有する権利と義務への理解と尊重を態度で示す。
- 2d. 生徒はデジタル・プライバシーとセキュリティを維持するために個人のデータを管理するとともに、オンライン・ナビゲーションの追跡に利用されるデータ収集技術を意識する。